# Жаршы
Жаршы  (каз. Жаршы, перевод на русский — Глашатай) — казахский национальный общественно-политический журнал. 
Издавался в 1929 — 1931 годах. Первый редактор — И. Кайымов. В журнале давались методические рекомендации, консультации по внедрению латинского алфавита в практику. На страницах «Жаршы» публиковались критические, дискуссионные статьи, посвящённые различным сферам общественно-политической жизни. С июня 1930 года «Жаршы» вошёл в состав издательства «Қазақстан».